# میچیسواف نوواک
میچیسواف نوواک (لهستانی: Mieczysław Nowak؛ ۲۲ دسامبر ۱۹۳۶ – ۱۷ مه ۲۰۰۶) وزنه‌بردار اهل لهستان بود.
وی در مسابقات کشوری و بین‌المللی در مجموع برندهٔ ۴ مدال طلا، ۳ مدال نقره، ۲ مدال برنز شده‌است.